# The Marriage of William Ashe (film 1916)
The Marriage of William Ashe è un film muto del 1916 diretto da Cecil M. Hepworth.

## Trama
Un parlamentare sposa una Lady, ma la lascia quando lei scrive un libro su di lui.

## Produzione
Il film fu prodotto dalla Hepworth.

## Distribuzione
Distribuito dalla Harma Photoplays, il film uscì nelle sale cinematografiche britanniche nel 1916.
Si conoscono pochi dati del film che si pensa sia stato distrutto insieme a gran parte dei film della compagnia nel 1924 dallo stesso produttore, Cecil M. Hepworth. Fallito, in gravissime difficoltà finanziarie, Hepworth pensava in questo modo di poter almeno recuperare il nitrato d'argento della pellicola.